# Lee Bowman
Pour les articles homonymes, voir Bowman.
Lee Bowman, né le 28 décembre 1914 à Cincinnati, dans l'Ohio, et mort le 25 décembre 1979 à Brentwood, en Californie, est un acteur américain

## Biographie
Il est né à Cincinnati dans l'Ohio, il a étudié à l'Université de Cincinnati dans la section art dramatique. Il est repéré par un agent de la Paramount Pictures et s'installe à Hollywood en 1934. Il travaille comme chanteur de radio et apparaît dans des pièces de théâtre.

## Filmographie partielle
- 1937 : This Way Please de Robert Florey
- 1937 : À Paris tous les trois (I Met Him in Paris) de Wesley Ruggles : Berk Sutter
- 1937 : Le Dernier Train de Madrid (The Last Train from Madrid) de James Patrick Hogan : Michael Balk
- 1937 : La Loi du milieu (Internes Can't Take Money) d'Alfred Santell : Jim Weeks
- 1937 : Sophie Lang s'évade (Sophie Lang Goes West) de Charles Reisner
- 1938 : Vacances payées (Having Wonderful Time) d'Alfred Santell : Buzzy Armbruster
- 1939 : Elle et lui (Love Affair) de Leo McCarey : Kenneth Bradley
- 1939 : Avocat mondain (Society Lawyer) d'Edwin L. Marin
- 1939 : Miracles à vendre (Miracles for Sale) de Tod Browning : M. Al La Claire
- 1939 : Dancing Co-Ed de S. Sylvan Simon : Freddy Tobin
- 1939 : The Great Victor Herbert de Andrew L. Stone : Dr Richard Moore
- 1939 : Mon mari court encore (Fast and Furious) de Busby Berkeley : Mike Stevens
- 1940 : Third Finger, Left Hand de Robert Z. Leonard : Philip Booth
- 1940 : Florian de Edwin L. Marin
- 1941 : Évitons le scandale ! (Design for Scandal) de Norman Taurog
- 1941 : Washington Melodrama de S. Sylvan Simon
- 1942 : Danse autour de la vie (We were dancing) de Robert Z. Leonard : Hubert Tyler
- 1942 : Pacific Rendezvous de George Sidney
- 1942 : L'Assassin au gant de velours (Kid Glove Killer) de Fred Zinnemann
- 1943 : Bataan de Tay Garnett : Capitaine Henry Lassiter
- 1944 : The Impatient Years d'Irving Cummings : Andy Anderson
- 1944 : Dans la chambre de Mabel (Up in Mabel's Room) d'Allan Dwan : Arthur Weldon
- 1944 : La Reine de Broadway (Cover girl) de Charles Vidor : Noel Wheaton
- 1945 : Cette nuit et toujours (Tonight and Every Night) de Victor Saville : Squadron Leader Paul Lundy
- 1945 : She Wouldn't Say Yes d'Alexander Hall : Michael Kent
- 1947 : Une vie perdue (Smash-Up, The Story of a Woman) de Stuart Heisler : Ken Conway
- 1949 : Il y a de l'amour dans l'air (My Dream Is Yours) de Michael Curtiz et Friz Freleng : Gary Mitchell
- 1950 : House by the River de Fritz Lang : John Byrne
- 1951-1952 : Les Aventures d'Ellery Queen (aux côtés de Florenz Ames) : Ellery Queen (personnage).